# Laura Müller (automovilismo)
Laura Müller (1992) es una ingeniera alemana del equipo Haas F1 Team en la Fórmula 1. En 2025 fue ascendida a ingeniera de carreras y trabaja con el piloto Esteban Ocon. Es la primera mujer en la historia de la Fórmula 1 en ocupar el puesto de ingeniera de carreras.

## Primeros años y educación
Laura Müller nació en Alemania en 1992, y estudió ingeniería mecánica en Múnich.

## Carrera
La carrera de Müller en el automovilismo comenzó en 2020, cuando trabajó como ingeniera de carrera en las Le Mans Series con el equipo DragonSpeed y compitió en las 24 Horas de Le Mans. Luego adquirió más experiencia en Abt Sportsline en el campeonato alemán DTM y en Manthey Racing, un equipo apoyado por Porsche. En 2022, Müller pasó a la Fórmula 1, donde comenzó a trabajar como ingeniera de rendimiento en el equipo Haas F1. A finales de 2024 inició su colaboración con el piloto Esteban Ocon durante las pruebas en Abu Dhabi. En 2025, fue ascendida a ingeniera de carrera en Haas, haciendo historia como la primera mujer en ocupar este puesto en la Fórmula 1.